# اولین تلویزیون صربستان
اولین تلویزیون صربستان (سیریلیک صربی: Прва، ت. «First»)، یک شبکه تلویزیونی تجاری صربستانی با پوشش سراسری است. این شبکه در ۳۱ دسامبر ۲۰۰۶، ساعت ۷ بعد از ظهر، با نام «تلویزیون فاکس» راه‌اندازی شد.